# Федченко Феодосій Михайлович
Феодосій Михайлович Федченко (16 квітня 1911, с. Боровиця Черкаської області — 2002, Москва) — український та російський метролог, фізик-експериментатор і винахідник. Створив найточніший маятниковий годинник — астрономічний годинник Федченка (АГФ), яким оснащено більшість обсерваторій, станцій метро і телецентрів країн колишнього СРСР.

## Біографія
Народився 16 квітня 1911 року в селі Боровиці Чигиринського району. Після школи зі своїми односельцями вирушив на заробітки до Кривого Рогу. В 1930 році, після робітфаку, вступив на фізико-математичний факультет Криворізького педагогічного інституту, який закінчив у 1934 році. Під час навчання працював у майстернях інституту, де виготовлялись частини для шахт, залізниці, тому окрім педагогічних знань добре оволодів професією токаря, електро- і газозварника, шліфувальника, складача надточних приладів.
Після закінчення вишу, повернувся в рідні місця; з 1934 по 1940 рік викладав фізику і математику у середній школі села Медведівка. Організував в школі широкопрофільну майстерню, де учні ремонтували реманент для місцевого колгоспу, годинники для односельчан. В цей час сконструював свій перший годинник, який, з'єднаний із дзвінком, сповіщав усіх про початок уроку чи перерву.
У 1940—1945 роках, під час Німецько-радянської війни, служив механіком з точних приладів в танковій частині, мав справу, зокрема, з танковими годинниками. Йому доводилось працювати на різних верстатах, самостійно виточувати і фрезерувати складні деталі. Пройшов у складі Шостої танкової армії Румунію, Угорщину, Чехословаччину, Китай.
З 1946 року працював в Харківському державному інституті мір і вимірювальних приладів. Після декількох років підвищень по службі у 1949 році був переведений інженером до лабораторії часу. У 1953 році був запрошений на роботу до новоствореного Всесоюзного науково-дослідного інституту фізико-технічних і радіотехнічних вимірів (ВНДІФТРВ), розташованого у підмосковному поселенні Менделєєве, в лабораторію маятникових приладів точного часу. З собою до інституту привіз три екземпляри своїх перших годинників АГФ-1 (Астрономічний годинник Федченка — 1) й продовжив роботу над удосконаленням маятникових зберігачів часу. Найвідомішою серед його розробок стала модель АГФ-3 — найточніший у світі маятниковий годинник.
Загалом Феодосій Федченко отримав 24 авторських свідоцтва на винаходи. Його годинники експонувалися на багатьох всесоюзних і всесвітніх виставках, у 1966 році Федченку присуджена вчена ступінь кандидата технічних наук.

## Винаходи
У 1949 році в Харкові почав працювати над темою «Дослідження можливості збільшення точності ходу годинника з вільним маятником типу „Шорт“». В процесі роботи Федченку вдалося створити ізохронний маятник. Він сконструював трипружинний підвіс і розв'язав завдання: як зробити так, щоб у разі зміни амплітуди коливання маятника період його залишався незмінним (таким чином вирішив задачу, якою займався ще відомий учений Християн Гюйгенс). На цей винахід 18 березня 1955 р. одержав своє перше офіційно зареєстроване авторське свідоцтво.
У 1957 році одержав авторське свідоцтво на винайдення електромеханічного годинника. Після переведення до ВНДІФТРВ продовжив роботу над удосконаленням маятникових зберігачів часу. У 1959 році одержав авторське свідоцтво про реєстрацію нового типу маятникового астрономічного годинника. Так невдовзі побачили світ його наступні винаходи — спочатку годинник АГФ-1, потім АГФ-2, а згодом — у листопаді 1962 р. вперше в офіційних документах з'явилася назва його новітнього винаходу — АГФ-3. У посвідченні про реєстрацію № 32 770 цю роботу було відзначено під назвою «Дослідження роздільного впливу на хід годинника АГФ-3 ізохронувального підвісу та імпульсного механізму».
Окрім досконалого маятникового зберігача часу, Федченко створив також покажчик часу — вторинний годинник нового типу із симетричним анкерним приводом (авторське свідоцтво № 3583 від 15 травня 1970 року). Цей годинник відзначається підвищеною точністю та надійністю — він забезпечує рівномірність спрацьовування електромагнітного механізму і, відповідно, пристрою переміщення секундної, хвилинної та годинної стрілок.

## Нагороди і відзнаки
За заслуги в галузі розробки і створення нових конструкцій приладів часу нагороджений:
- Золотою медаллю ВДНГ (1962, 1965);
- нагрудним знаком «За заслуги у галузі стандартизації» (1966, 1971);
- орденом «Знак Пошани» (1967);
- Срібною медаллю ВДНГ (1976).

Як учасник Великої Вітчизняної війни отримав п'ять урядових нагород: «За взяття Будапешта», «За звільнення Відня», «За звільнення Праги», «За перемогу над Німеччиною», «За перемогу над Японією».

## Праці
- Федченко Ф. М. Новые маятниковые астрономические часы АЧФ-3: брошюра. — М., 1965. — С. 32. (рос.)

## Пам'ять
- У Політехнічному музеї у Москві створено особистий фонд Ф. М. Федченка, де представлено предмети, документи, фотографії, а також друковані видання, що стосуються його винахідницької діяльності. Тут зберігаються унікальні експонати: годинник АГФ-3, авторські зразки годинника АГФ-1 та вторинного годинника власної конструкції, передані музею самим винахідником у 1981 році[8].
- Про Феодосія Федченка було відзнято стрічку «Біг до нуля» (1988 рік, режисер С. Валов)[7].